# Santa Maria (Rio Grande do Sul)
Santa Maria és una ciutat de l'estat brasiler de Rio Grande do Sul. La seva població és de 262 368 habitants en 2011. La ciutat de Santa Maria es troba a 290 km de Porto Alegre, capital de l'estat.